# Yoshinori Kobayashi
Yoshinori Kobayashi (Seudónimo: 小林 よしのり, Nombre real: 小林 善範; Kobayashi Yoshinori) es un mangaka japonés. nació el 31 de agosto del año 1953 en la ciudad de Fukuoka, Japón. 
Los trabajos de Kobayashi incluyen más de 200 libros y cómics. Sin embargo, Kobayashi es más famoso por el controvertido comentario político en el manga Gōmanism Sengen (ゴーマニズム宣言, traducido como "Mi arrogante declaración" o "Haughtiness Manifesto"). En medio de la controversia, el libro Neo Gomanism Manifesto Special - On War atrajo especial atención por parte de los famosos periódicos The New York Times y Le Monde. El seudónimo de Kobayoshi es "Yoshirin" (よしりん, derivado de las primeras dos sílabas de su nombre real en el Kanji 林). También creó una empresa con su nombre llamado Yoshirin Productions (Yoshirin Kikaku, よしりん企画). Kobayashi se graduó en la universidad de Fukuoka con un título en literatura francesa. Ha conseguido destacar por su provocativo estilo de tratar temas delicados en Japón como el revisionismo de la Segunda Guerra Mundial, negar la masacre de Nankín y otros crímenes de guerra japoneses, elogiar a los kamikaze, y un profundo antiamericanismo.

## Obras
- Tōdai Itchokusen (東大一直線) (1976)
- Obocchama-kun (おぼっちゃまくん) (1986)
- Gōmanism Sengen (ゴーマニズム宣言), vol 1-9
- Gōmanism Sengen Extra 1 (ゴーマニズム宣言EXTRA 1) ISBN 4-344-00659-3
- Gō-Gai! (ゴー外!, Gōmanism Supplement/Side Story) ISBN 4-7762-0188-7
- Gōmanism Sengen Sabetsu Ron Special (ゴーマニズム宣言差別論スペシャル, On Discrimination) (1995) ISBN 4-7592-6031-5
- Shin Gōmanism Sengen (新・ゴーマニズム宣言) vol 1-14
- Shin Gōmanism Sengen Special - Datsu Seigi Ron (新・ゴーマニズム宣言SPECIAL 脱正義論, On Escaping Correctness) (1996) ISBN 4-87728-128-2
- Shin Gōmanism Sengen Special - Sensō Ron (新・ゴーマニズム宣言SPECIAL 戦争論, On War) (1998), volumes 1-3 (Vol 1: ISBN 4-87728-243-2, Vol 2: ISBN 4-344-00131-1, Vol 3: ISBN 4-344-00356-X)
- Sabetsu Ron Special - Gōmanism Sengen (差別論スペシャル―ゴーマニズム宣言) (1998) ISBN 4-87728-622-5
- Shin Gōmanism Sengen Special - "Ko to Ōyake" Ron (新・ゴーマニズム宣言SPECIAL 「個と公」論, On the "Individual" and the "Public") (2000) ISBN 4-87728-955-0
- Shin Gōmanism Sengen Special - Taiwan Ron (新・ゴーマニズム宣言SPECIAL 台湾論, On Taiwan) (2000) ISBN 4-09-389051-X
- Gōmanism Sengen Special - Yoshirin Senki (ゴーマニズム宣言スペシャル よしりん戦記, Record of the Yoshirin War) (2003) ISBN 4-09-389054-4
- Shin Gōmanism Sengen Special - Okinawa Ron (新・ゴーマニズム宣言SPECIAL 沖縄論, On Okinawa) (2005) ISBN 4-09-389055-2
- Shin Gōmanism Sengen Special - Yasukuni Ron (新・ゴーマニズム宣言SPECIAL 靖國論, On Yasukuni) (2005) ISBN 4-344-01023-X
- Shin Gōmanism Sengen Special - Chōsen-teki Heiwa Ron (新・ゴーマニズム宣言SPECIAL 挑戦的平和論, A Defiant Discussion On Peace), vol 1-2
- Wascism (わしズム, Washizumu)
- Honjitsu no Zatsudan (本日の雑談, Today's Chat)

- Datos: Q707783